# 加菲爾德縣 (蒙大拿州)
加菲爾德縣（英語：Garfield County）是美國蒙大拿州東部的一個縣，面積12,555平方公里。根據2010年人口普查，本縣共有人口1,206人。本縣治所為喬丹。
截至1994年，考古學家已從加菲爾德縣中開挖出四具雷克斯暴龍身體骨骼。其中一副目前在加菲爾德縣博物館中展示。
本縣成立於1919年，縣名紀念第二十任總統詹姆斯·加菲爾德。

## 地理

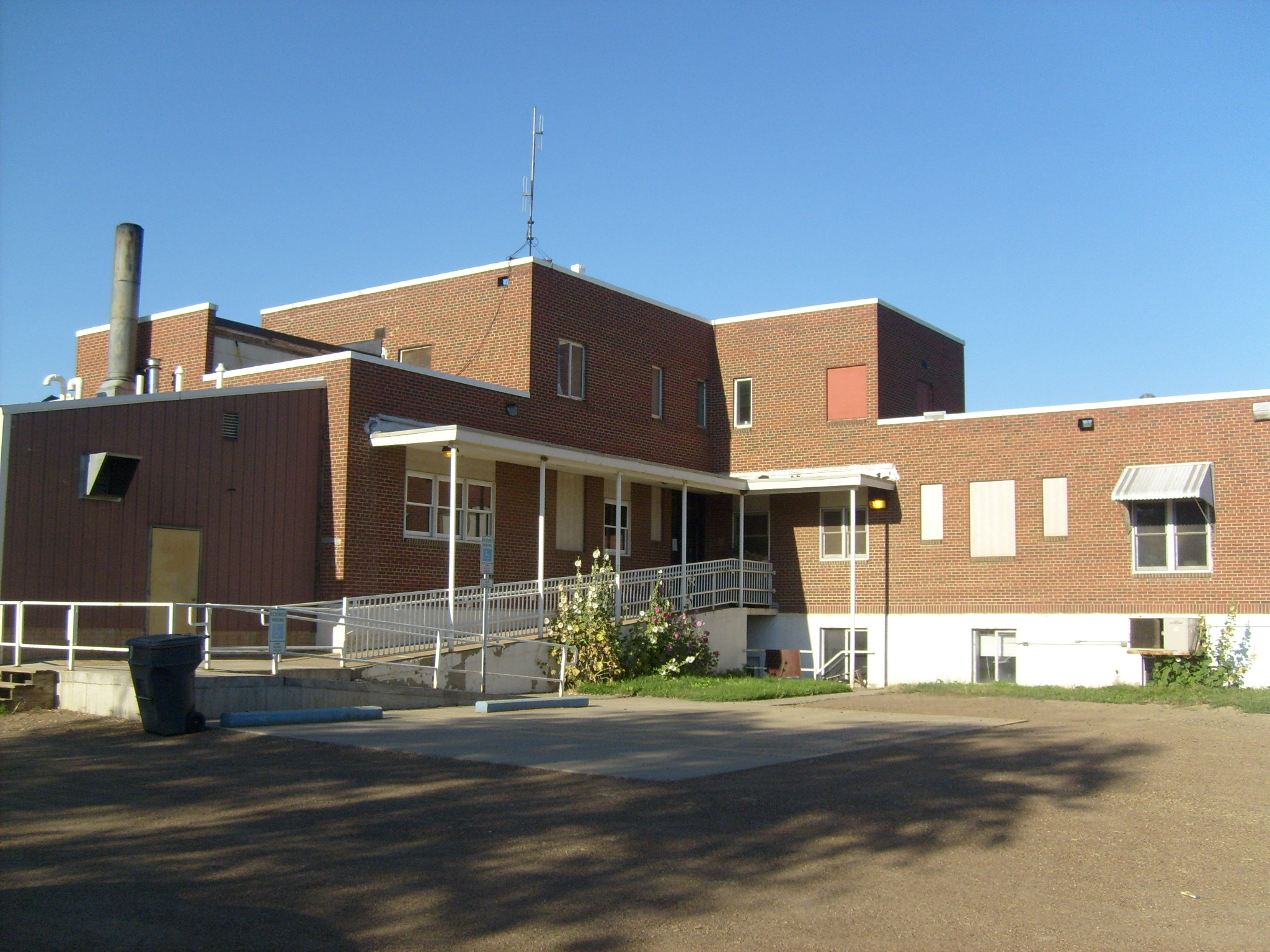
位於治所喬丹的加菲爾德縣法院

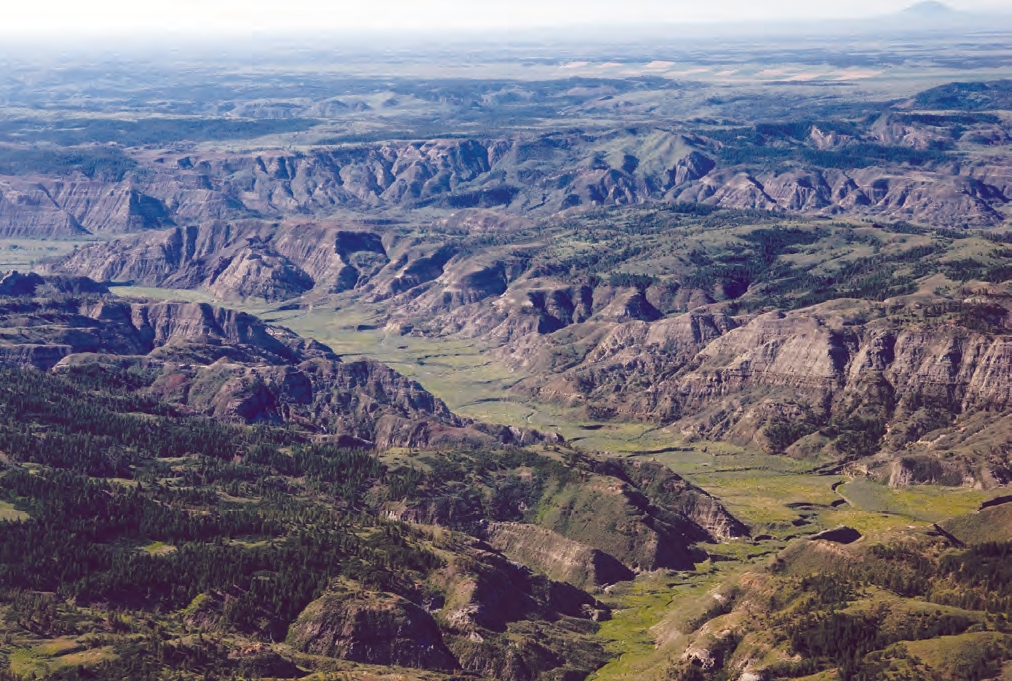
查爾斯羅素國家野生動物保護區

根據2000年人口普查，加菲爾德縣的總面積為4,848平方英里（12,560平方），其中有4,668平方英里（12,090平方），即96.3%為陸地；179平方英里（460平方），即3.7%為水域。本縣既是蒙大拿州面積第七大的縣份，亦是美國面積第67大的縣份。

### 毗鄰縣
因為加菲爾德縣位於懷俄明州中部，因此所有毗鄰縣皆為蒙大拿州的縣份。
- 菲利普斯縣：西北方
- 瓦利縣：北方
- 麥空縣：東方
- 普雷里縣：東方
- 卡斯特縣：東南方
- 羅斯布德縣：南方
- 石油縣：西方

### 國家保護區
- 查爾斯羅素國家野生動物保護區（部分）

## 人口
| 调查年            | 人口  | 备注 | %±     |
| ----------------- | ----- | ---- | ------ |
| 1920              | 5,368 |      | —      |
| 1930              | 4,252 |      | −20.8% |
| 1940              | 2,641 |      | −37.9% |
| 1950              | 2,172 |      | −17.8% |
| 1960              | 1,981 |      | −8.8%  |
| 1970              | 1,796 |      | −9.3%  |
| 1980              | 1,656 |      | −7.8%  |
| 1990              | 1,589 |      | −4.0%  |
| 2000              | 1,279 |      | −19.5% |
| 2010              | 1,206 |      | −5.7%  |
| [ 6 ] [ 7 ] [ 8 ] |       |      |        |

根據2000年人口普查，加菲爾德縣擁有1,279居民、532住戶和366家庭。其人口密度為每平方英里0.274居民（每平方公里0.1058居民）。加菲爾德縣是美國人口密度第三低的縣份，排其前位的是內華達州埃斯梅拉達縣與德克薩斯州的洛文縣。本縣擁有961間房屋单位，其密度為每平方英里0.2間（每平方公里0.08間）。而人口是由99.14%白人、0.08%黑人、0.39%土著、0.08%亞洲人、0.08%太平洋岛民和0.23%混血构成。而西班牙裔或拉丁美洲人佔了人口0.39%。在99.14%白人中，有25.9%為德國人、15.4%為英國人、8.1為蘇格蘭人、10.1%為愛爾蘭人、6.7%為挪威人、以及5.5%為蘇格蘭-愛爾蘭人。
在532 住户中，有28.8%擁有一個或以上的兒童（18歲以下）、60.3%為夫妻、4.5%為單親家庭、31.2%為非家庭、28.2%為獨居、13.5%住戶有同居長者。平均每戶有2.38人，而平均每個家庭則有2.93人。在1,279居民中，有24.5%為18歲以下、7.1%為18至24歲、23.3%為25至44歲、25.8%為45至64歲以及19.3%為65歲以上。人口的年齡中位數為42歲，女子對男子的性別比為100：106.6。成年人的性別比則為100：103.4。
本县的住戶收入中位數為$25,917，而家庭收入中位數則為$31,111。男性的收入中位數為$20,474，而女性的收入中位數則為$14,531，人均收入為$13,930。約16.7%家庭和21.5%人口在貧窮線以下，包括27.9%兒童（18歲以下）及17.4%長者（65歲以上）。